# کاپری-انقلاب
کاپری-انقلاب (ایتالیایی: Capri-Revolution) یک فیلم به کارگردانی ماریو مارتونه است که در سال ۲۰۱۸ منتشر شد. از بازیگران آن می‌توان به جنا تیام و دوناتلا فینوکیارو اشاره کرد.